# Toninho Lemos
Antônio Pinto Ferreira, mais conhecido como Toninho Lemos (Rio de Janeiro, 20 de dezembro de 1947) é um cantor, compositor, letrista, e produtor musical brasileiro.
Dono de extensa carreira, tem canções gravadas por importantes intérpretes brasileiros e internacionais, como Altemar Dutra, Golden Boys, Agnaldo Timóteo, Trio Esperança, Diana, Wanderléa, José Augusto, Doris Monteiro, Evinha, Wanderley Cardoso, Miltinho, Luiz Ayrão, Orlando Dias, Waldirene, Cauby Peixoto, Alcione, Sidney Magal e Reginaldo Rossi, entre outros.